# European Formula Racing
European Formula Racing war ein britischer Motorsport-Rennstall. Er trat 2000 unter dem Namen European Arrows F3000 in der internationalen Formel-3000-Meisterschaft an.
Das Fahrerduo bildeten Mark Webber und Christijan Albers. Webber gelang ein Sieg in Silverstone. Albers beste Platzierung war ein siebter Platz. In der Fahrerwertung wurde Webber Dritter und Albers 25. Der Rennstall wurde Fünfter in der Teamwertung.
In der Formel-3000-Saison 2001 übernahm Coloni den Startplatz des Rennstalls und trat unter dem Namen European Minardi F3000 an.